# Руленд, Джефф
Джеффри Алан Руленд (англ. Jeffrey Alan Ruland; родился 16 декабря 1958, Бэй-Шор, Лонг-Айленд, Саффолк, штат Нью-Йорк, США) — американский профессиональный баскетболист и тренер.

## Карьера игрока
Играл на позиции центрового и тяжёлого форварда. Учился в колледже Айоны в Нью-Йорке, в 1980 году был выбран на драфте НБА под 25-м номером командой «Голден Стэйт Уорриорз», однако не сыграл в её составе ни одного матча, а этот сезон он провёл в Испании за клуб «Барселона». Позже выступал за команды «Вашингтон Буллетс», «Филадельфия-76» и «Детройт Пистонс». Всего в НБА провёл 8 сезонов. Включался в 1-ю сборную новичков НБА (1982). Один раз принимал участие в матче всех звёзд НБА (1984). В 1984 году Руленд стал лидером регулярного чемпионата НБА по количеству проведённого времени на площадке. В 1980 году становился лауреатом приза Хаггерти. Всего за карьеру в НБА сыграл 332 игры, в которых набрал 5763 очка (в среднем 17,4 за игру), сделал 3378 подборов, 1002 передачи, 249 перехватов и 267 блок-шотов.

## Карьера тренера
После завершения профессиональной карьеры Руленд тренировал команду своего родного колледжа «Айона Гаелс» (1998—2007), затем — команду «Альбукерке Тандербёрдс» (Лига развития НБА (Д-лига)) (2007—2008). В последнее время тренировал команду университета округа Колумбия (2009—2013).

## Статистика

### Статистика в НБА
| Сезон                                                                                    | Команда     | Регулярный сезон | Регулярный сезон | Регулярный сезон | Регулярный сезон | Регулярный сезон | Регулярный сезон | Регулярный сезон | Регулярный сезон | Регулярный сезон | Регулярный сезон | Регулярный сезон | Серия плей-офф | Серия плей-офф | Серия плей-офф | Серия плей-офф | Серия плей-офф | Серия плей-офф | Серия плей-офф | Серия плей-офф | Серия плей-офф | Серия плей-офф | Серия плей-офф |
| Сезон                                                                                    | Команда     | GP               | GS               | MPG              | FG%              | 3P%              | FT%              | RPG              | APG              | SPG              | BPG              | PPG              | GP             | GS             | MPG            | FG%            | 3P%            | FT%            | RPG            | APG            | SPG            | BPG            | PPG            |
| ---------------------------------------------------------------------------------------- | ----------- | ---------------- | ---------------- | ---------------- | ---------------- | ---------------- | ---------------- | ---------------- | ---------------- | ---------------- | ---------------- | ---------------- | -------------- | -------------- | -------------- | -------------- | -------------- | -------------- | -------------- | -------------- | -------------- | -------------- | -------------- |
| 1981/82                                                                                  | Вашингтон   | 82               | 0                | 27,0             | 56,1             | 33,3             | 75,2             | 9,3              | 1,6              | 0,5              | 0,7              | 14,4             | 7              | 0              | 33,9           | 48,1           | 0,0            | 76,8           | 9,4            | 0,7            | 0,4            | 0,6            | 17,0           |
| 1982/83                                                                                  | Вашингтон   | 79               | 47               | 36,2             | 55,2             | 33,3             | 68,9             | 11,0             | 3,0              | 0,9              | 1,0              | 19,4             | Не участвовал  | Не участвовал  | Не участвовал  | Не участвовал  | Не участвовал  | Не участвовал  | Не участвовал  | Не участвовал  | Не участвовал  | Не участвовал  | Не участвовал  |
| 1983/84                                                                                  | Вашингтон   | 75               | 75               | 41,1             | 57,9             | 14,3             | 73,3             | 12,3             | 3,9              | 0,9              | 1,0              | 22,2             | 4              | 0              | 46,8           | 52,1           | 0,0            | 81,5           | 12,8           | 7,8            | 0,5            | 0,8            | 24,0           |
| 1984/85                                                                                  | Вашингтон   | 37               | 36               | 38,8             | 56,9             | 0,0              | 68,5             | 11,1             | 4,4              | 0,8              | 0,7              | 18,9             | 4              | 3              | 40,5           | 59,6           | 0,0            | 70,0           | 8,5            | 5,3            | 2,3            | 1,0            | 17,5           |
| 1985/86                                                                                  | Вашингтон   | 30               | 24               | 37,1             | 55,4             | 0,0              | 72,5             | 10,7             | 5,3              | 0,8              | 0,8              | 19,0             | 2              | 0              | 27,0           | 50,0           | -              | 82,4           | 6,0            | 5,0            | 0,0            | 1,0            | 14,0           |
| 1986/87                                                                                  | Филадельфия | 5                | 2                | 23,2             | 67,9             | -                | 75,0             | 5,6              | 2,0              | 0,0              | 0,8              | 9,4              | Не участвовал  | Не участвовал  | Не участвовал  | Не участвовал  | Не участвовал  | Не участвовал  | Не участвовал  | Не участвовал  | Не участвовал  | Не участвовал  | Не участвовал  |
| 1991/92                                                                                  | Филадельфия | 13               | 5                | 16,1             | 52,6             | -                | 68,8             | 3,6              | 0,4              | 0,5              | 0,3              | 3,9              | Не участвовал  | Не участвовал  | Не участвовал  | Не участвовал  | Не участвовал  | Не участвовал  | Не участвовал  | Не участвовал  | Не участвовал  | Не участвовал  | Не участвовал  |
| 1992/93                                                                                  | Детройт     | 11               | 0                | 5,0              | 45,5             | -                | 50,0             | 1,6              | 0,2              | 0,2              | 0,0              | 1,1              | Не участвовал  | Не участвовал  | Не участвовал  | Не участвовал  | Не участвовал  | Не участвовал  | Не участвовал  | Не участвовал  | Не участвовал  | Не участвовал  | Не участвовал  |
|                                                                                          | Всего       | 332              | 189              | 33,4             | 56,4             | 15,8             | 71,8             | 10,2             | 3,0              | 0,8              | 0,8              | 17,4             | 17             | 3              | 37,6           | 52,1           | 0,0            | 77,5           | 9,6            | 3,9            | 0,8            | 0,8            | 18,4           |
| Наведите курсор мыши на аббревиатуры в заголовке таблицы, чтобы прочесть их расшифровку. |             |                  |                  |                  |                  |                  |                  |                  |                  |                  |                  |                  |                |                |                |                |                |                |                |                |                |                |                |